# Compagnie des chemins de fer électriques régionaux du Jorat
La Compagnie des chemins de fer électriques régionaux du Jorat est une ancienne entreprise suisse de transport ferroviaire ayant exploité la ligne du Jorat.

## Histoire
La Compagnie des chemins de fer électriques régionaux du Jorat est constituée le 25 avril 1899 à Lausanne en Suisse pour construire et exploiter un tramway électrique. Le 30 septembre 1910, la compagnie fusionne avec la Société des tramways lausannois.
La Compagnie se voit accorder la concession pour un chemin de fer électrique sur route
de Lausanne à Moudon le 29 juin 1900. Elle s'est substitué à MM Dufour frères à qui la concession avait été initialement accordée par arrêté fédéral du 22 décembre 1898 (Recueil des chemins de fer XV, 319)

## Ligne
- Lausanne (La Sallaz) - En marin - Moudon : (22 km),

La Sallaz - Chalet à Gobet : (5,5 km), ouverture le 16 mai 1902
Chalet à Gobet - Mézières : (8 km), ouverture le 1er octobre 1902
Mézières - Moudon : (8,5 km), ouverture le 8 novembre 1902
- En Marin - Savigny: (4,9 km), embranchement, ouverture le 1er octobre 1902